# Anton Palzer
Anton „Doni“ Palzer (* 11. März 1993 in Berchtesgaden) ist ein deutscher Ausdauersportler. Er ist heute Radrennfahrer, zuvor war er als Skibergsteiger und Bergläufer aktiv.

## Sportlicher Werdegang

### Skibergsteigen

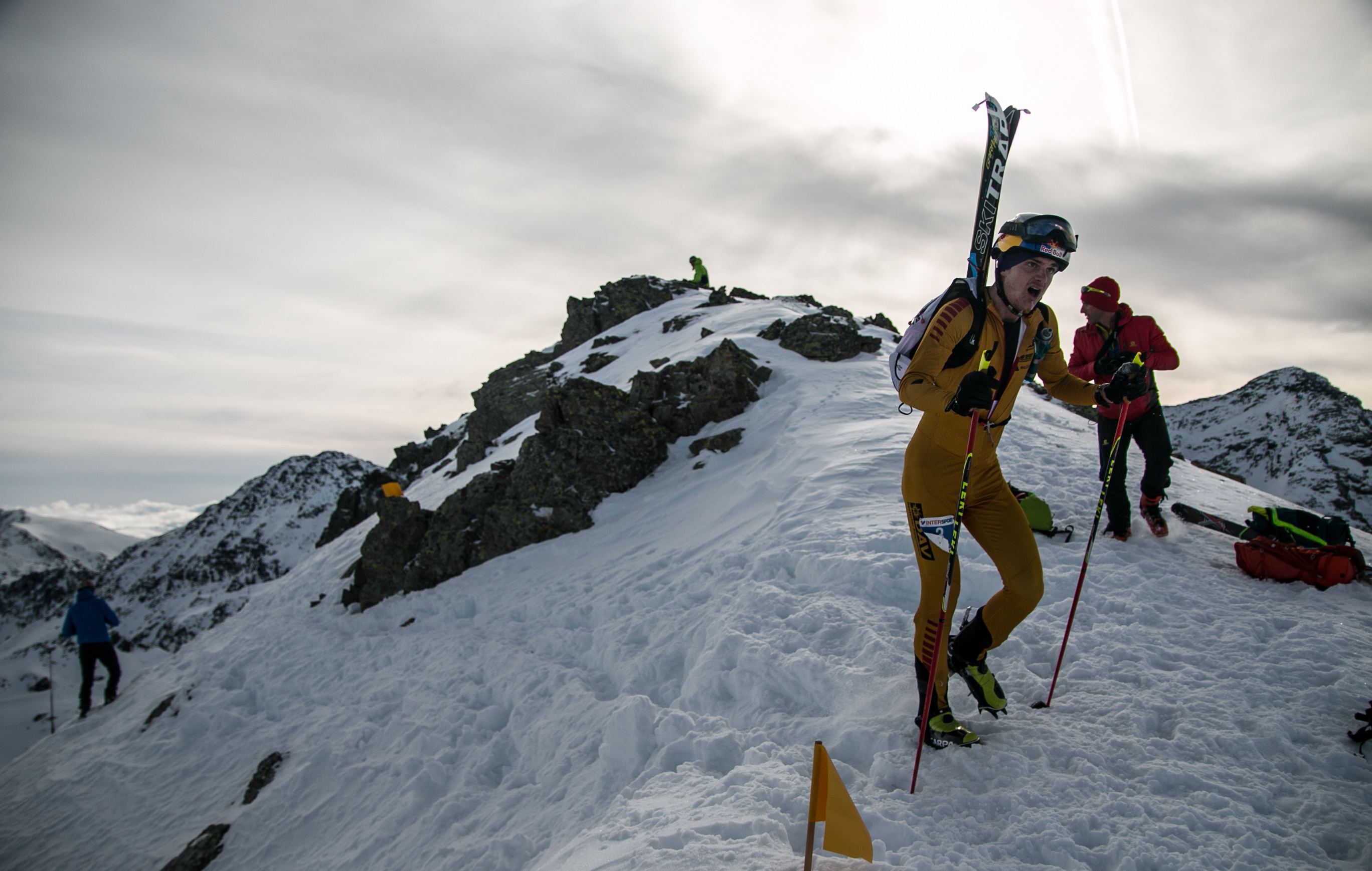
Anton Palzer beim Weltcup im Skibergsteigen (2017)

Zum Skibergsteigen kam Palzer durch seinen Vater, der 2003 die deutsche Meisterschaft gewann. Seit seinem 12. Lebensjahr betrieb er den Tourensport, 2009 wurde er im Alter von 16 Jahren erstmals Deutscher Meister bei den Senioren. Bei den Junioren blieb er im Weltcup vier Jahre ungeschlagen und gewann mehrere Welt- und Europameistertitel. Nach Abschluss seiner Berufsausbildung zum Feinwerkmechaniker wurde er professioneller Skibergsteiger und Mitglied der deutschen Nationalmannschaft Skibergsteigen, seit 2013 ist er Sportsoldat bei der Bundeswehr.
Ab der Saison 2013/2014 startete Palzer in der Seniorenklasse und belegte den 6. Platz im Gesamtweltcup. In der folgenden Saison 2014/2015 gewann er sein erstes Weltcup-Rennen und seine erste WM-Medaille bei den Senioren. Nach mehreren Podiumsplatzierungen stand er am Ende der Saison 2015/2016 auf Platz 3 im Gesamtweltcup. In der Klasse Espoir war er von 2014 bis 2016 der dominierende Skibergsteiger mit mehreren Titeln bei Welt- und Europameisterschaften.
In der Saison 2016/2017 folgten zwei Medaillen bei den Weltmeisterschaften, in der Saison 2017/2018 gewann er nach zwei Einzelsiegen auch die Gesamtwertung im Disziplinen-Weltcup Vertical. Seine Zugehörigkeit zur Weltspitze konnte er in der Saison 2018/2019 mit zwei Einzelsiegen und jeweils dem zweiten Platz im Gesamtweltcup und Disziplinen-Weltcup Vertical bestätigen. Bei seinem vorerst letzten Rennen als Skibergsteiger wurde er im März 2021 noch einmal Vizeweltmeister in der Disziplin Vertical.

### Berglauf
Anfänglich zu Trainingszwecken im Sommer, nahm Palzer seit 2012 auch an Wettkämpfen im Berglauf teil. Die Silbermedaille in der Juniorenwertung bei den Berglauf-Europameisterschaften 2012 im türkischen Denizli war die erste Medaille für den DLV seit 2005. Im Jahr 2013 wurde er beim traditionellen Hochfelln-Berglauf Deutscher Meister im Berglauf. 2016 gewann er mit der Mannschaft von Red Bull den Dolomitenmann. 2017 bzw. 2018 wurde er beim Hochfelln-Berglauf bzw. Großglockner-Berglauf im Rahmen des WMRA Mountain Running World Cup jeweils Zweiter.
Im Juni 2020 stellte Palzer einen neuen Rekord für die Watzmann-Überschreitung auf.

### Radsport
Bereits als Skibergsteiger absolvierte Palzer einen Teil seines Trainings auf dem Fahrrad. Auf der Suche nach einem Trainer kam über seinen Trainingspartner Lukas Pöstlberger der Kontakt zu Bora-hansgrohe zustande. Ab April 2020 wurde er durch den Trainer von Pöstlberger betreut und absolvierte auch ein gemeinsames Training mit den Radrennfahrern von Bora-hansgrohe. Beim Bergrennen auf das Kitzbühler Horn belegte er im Jahr 2020 den 5. Platz. Im Dezember 2020 wurde bekannt, dass Palzer die Sportart wechselt und nach Ende der Saison im Skibergsteigen ab April 2021 als Radprofi zum UCI WorldTeam Bora-hansgrohe wechselt. Seinen ersten Einsatz für das Team hatte er bei der Tour of the Alps, bei der er auf Platz 47 der Gesamtwertung kam. Noch im selben Jahr absolvierte er mit der Vuelta a España seine erste Grand Tour, die er auf Platz 102 der Gesamtwertung beendete.
Obwohl Palzer als Radrennfahrer bisher ohne zählbare Erfolge blieb, wurde aufgrund seiner positiven Entwicklung der Vertrag mit Bora-hansgrohe wiederholt verlängert. 2025 soll nach Aussage seines Teams eine Saison sein, in der sich sein weiterer Werdegang entscheidet.

## Erfolge
| 2009 - Deutscher Meister 2012 - Europameister (Junioren) - Individual und Vertical 2013 - Weltmeister (Junioren) - Individual und Vertical - Deutscher Meister - Vertical 2013/2014 - Europameister (Espoir) - Individual und Vertical - Gesamtweltcup (Espoir) - Deutscher Meister - Vertical 2014/2015 - Vizeweltmeister - Vertical - Weltmeister (Espoir) - Individual, Sprint und Vertical - ein Weltcup-Sieg - Individual - Deutscher Meister - Vertical 2015/2016 - Europameisterschaften 2016 - Individual - Europameister (Espoir) - Individual und Sprint - Deutscher Meister - Vertical und Individual - ein Weltcup-Sieg - Vertical 2016/2017 - Deutscher Meister 2017 - Individual - Vizeweltmeister - Sprint - Weltmeisterschaften - Vertical - Deutscher Meister - Vertical und Individual - ein Weltcup-Sieg - Vertical 2017/2018 - zwei Weltcup-Siege - Vertical - Gesamtwertung Disziplinen-Weltcup - Vertical - Deutscher Meister - Individual 2018/2019 - ein Weltcup-Sieg - Vertical - ein Weltcup-Sieg - Individual 2020/2021 - Vizeweltmeister - Vertical | 2012 - zweiter Platz Berglauf-Europameisterschaften (Junioren) 2013 - Deutscher Meister Berglauf 2016 - Red Bull Dolomitenmann 2017 - zweiter Platz Red Bull 400 Weltmeisterschaft - Red Bull 400 Bischofshofen 2018 - Drei Zinnen Alpine Run - Untersberglauf 2019 - Red Bull 400 Titisee - Untersberglauf |

## Grand-Tour-Platzierungen
| Grand Tour            | 2021 | 2022 | 2023 | 2024 |
| --------------------- | ---- | ---- | ---- | ---- |
| Giro d’ItaliaGiro     | –    | –    | 51   | –    |
| Tour de FranceTour    | –    | –    | –    | –    |
| Vuelta a EspañaVuelta | 102  | –    | –    | –    |